# Arboricornus
Arboricornus là một chi bướm đêm thuộc họ Noctuidae.